# Vícestopé motorové vozidlo

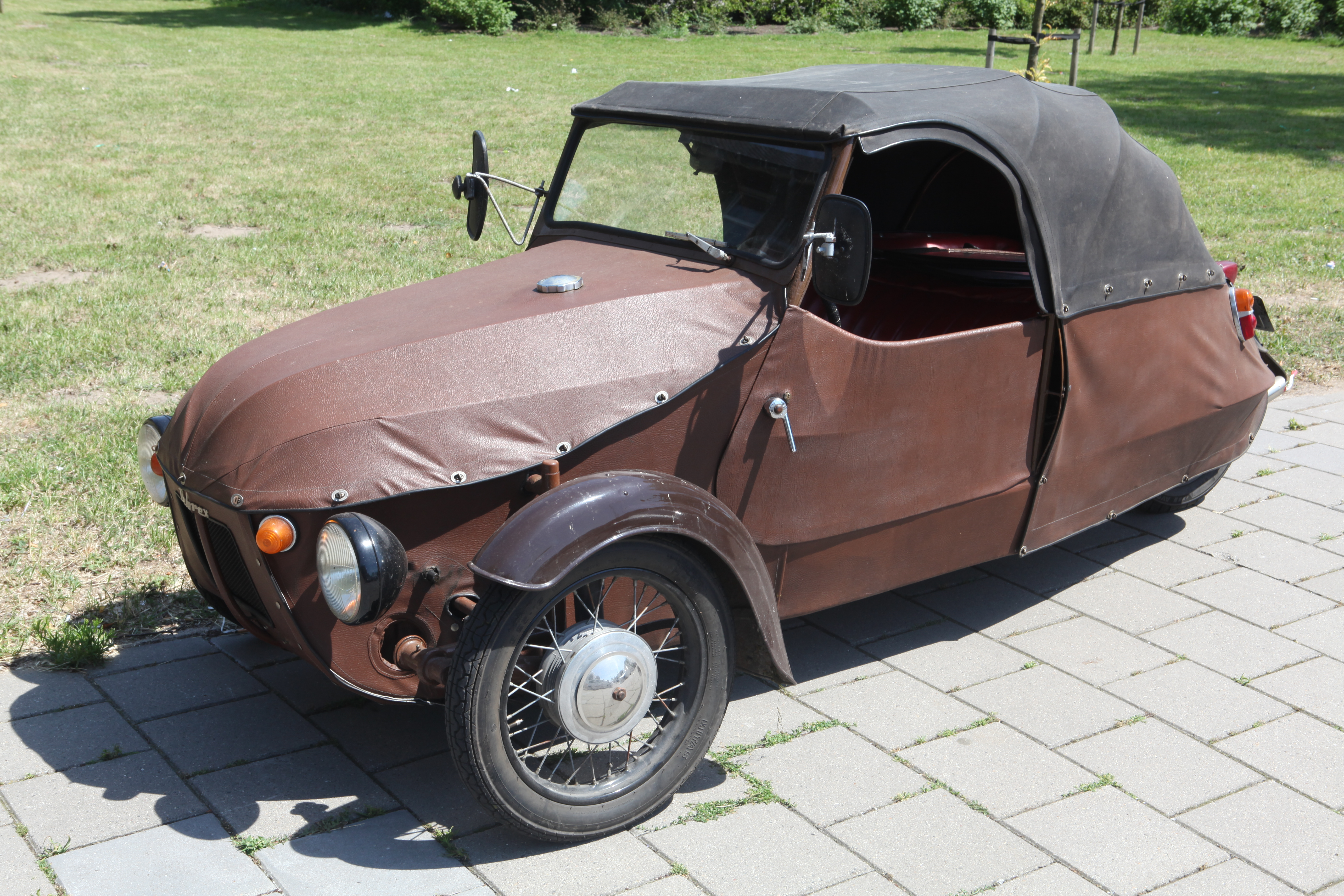
Velorex

Vícestopé motorové vozidlo je téměř jakékoli motorové vozidlo s výjimkou motocyklu. Vícestopými motorovými vozidly (většinou dvoustopými) jsou například osobní automobil, nákladní automobil, autobus, tahač, speciální vozidlo a pojízdný pracovní stroj. Třístopé je například motorové tříkolové auto (motorová tříkolka).  
Známým příkladem třístopého vozidla v Česku je Velorex, tříkolové vozítko s trubkovým rámem potaženým koženkou, vyráběné v letech 1951–1971, a jeho nástupce Velor-X-trike (výroba od roku 2010).  